# Lyroglossa
Lyroglossa är ett släkte av orkidéer. Lyroglossa ingår i familjen orkidéer.
Kladogram enligt Catalogue of Life:
| Lyroglossa | \| \| Lyroglossa grisebachii \| \| \| \| \| \| Lyroglossa pubicaulis \| \| \| \| |
|            | \| \| Lyroglossa grisebachii \| \| \| \| \| \| Lyroglossa pubicaulis \| \| \| \| |
|            | Lyroglossa grisebachii                                                           |
|            |                                                                                  |
|            | Lyroglossa pubicaulis                                                            |
|            |                                                                                  |